# Otto Schenk

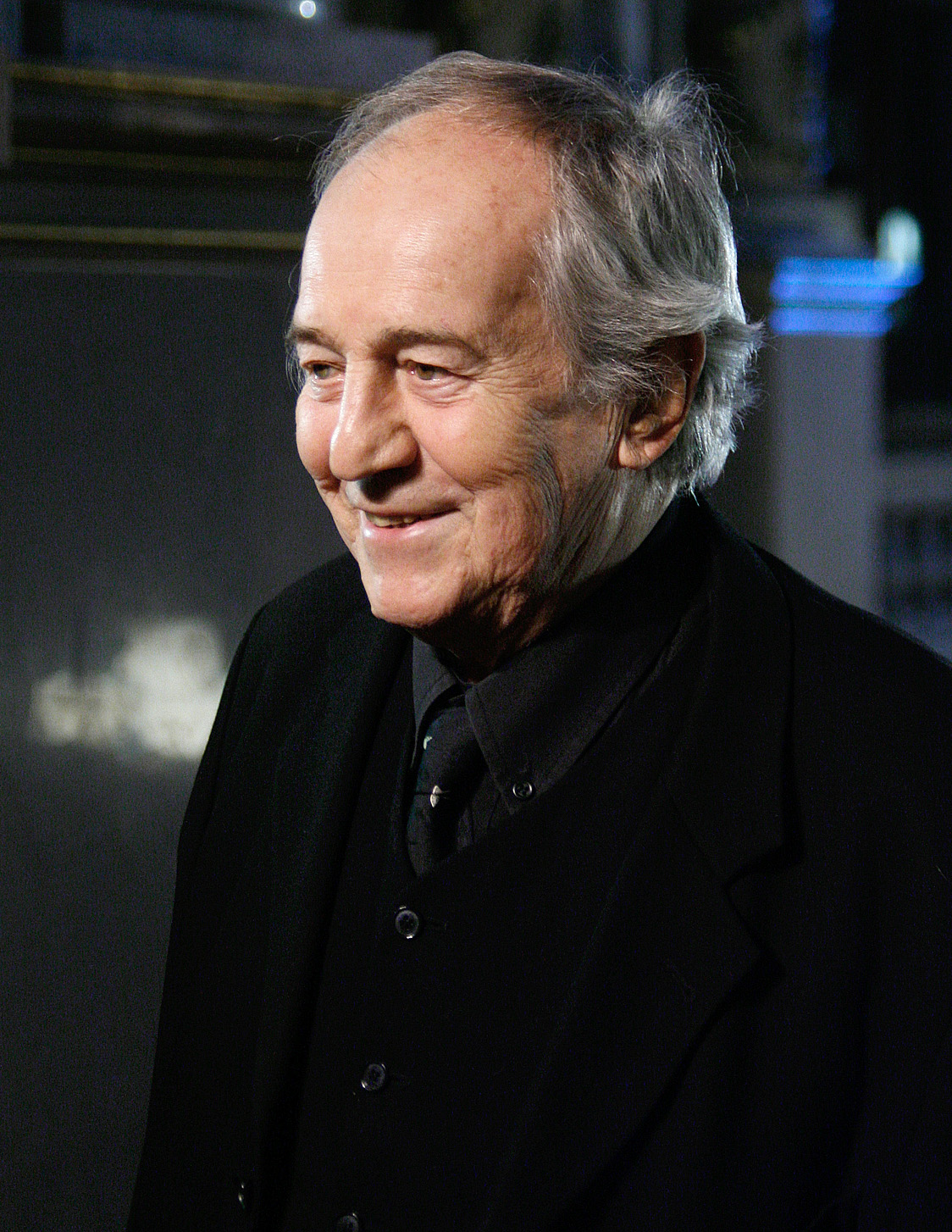
Otto Schenk (2010)

Otto Schenk (* 12. Juni 1930 in Wien; † 9. Jänner 2025 in Oberhofen am Irrsee, Ortsteil Fischhof) war ein österreichischer Schauspieler, Kabarettist, Regisseur und Intendant.

## Leben
Otto Schenk wurde als Sohn katholischer Eltern geboren. Sein Vater Eugen Alois Salman Schenk (1878–1956) war als Notar tätig, zudem war er nach dem Zweiten Weltkrieg Präsident des Österreichischen Eislaufverbandes. Seine Mutter Georgine Maria Anna Schenk (geb. Zadnik) (1893–1979) stammte aus Triest. Seine Eltern heirateten am 27. November 1922 in Wien–Landstraße. Sein Großvater war der Wiener Embryologe Samuel Leopold Schenk. Da seine Großeltern väterlicherseits getaufte Juden waren, wurde sein Vater nach dem „Anschluss“ Österreichs im Jahr 1938 nach den Nürnberger Gesetzen diskriminiert. Daher verlor er seinen bisherigen Arbeitsplatz als Jurist. Eine weitere Verfolgung blieb ihm erspart, da er mit einer „Arierin“ verheiratet war und dadurch in einer „privilegierten Mischehe“ lebte. Otto Schenk wiederum musste vorübergehend dem „Deutschen Jungvolk“ beitreten, wurde aber wenig später, da von den Nationalsozialisten als „Mischling“ eingestuft, wieder ausgeschlossen.
Schenk wuchs mit seiner Schwester im ersten Wiener Gemeindebezirk auf und hat darüber in der ORF-Doku Meine Innere Stadt (2017) berichtet.
Otto Schenk hatte ursprünglich literarische Ambitionen, seine Gedichte veröffentlichte er in einer Literaturzeitschrift. Nach seiner Ausbildung am Max-Reinhardt-Seminar begann er seine Karriere am Wiener Volkstheater und danach am Theater in der Josefstadt. Ab dem Jahr 1953 führte er bei verschiedenen Aufführungen in Wiener Theatern Regie. Im Jahr 1957 inszenierte er seine erste Oper (Die Zauberflöte von Wolfgang Amadeus Mozart) am Salzburger Landestheater. Schenk spielte und inszenierte an den bedeutendsten Schauspiel- und Opernhäusern der Welt, darunter am Wiener Burgtheater, den Münchner Kammerspielen, der Wiener Staatsoper, der New Yorker Metropolitan Opera, der Mailänder Scala und dem Royal Opera House in Covent Garden, London. Weitere Operninszenierungen erarbeitete er für die Deutsche Oper Berlin, die Bayerische Staatsoper oder die Hamburgische Staatsoper.
Im Jahr 1956 heiratete Schenk Renée Michaelis, die er am Reinhardt-Seminar kennengelernt hatte. 1957 wurde der gemeinsame Sohn Konstantin geboren, der Dirigent und Schauspieler ist. Otto Schenks Frau starb am 7. April 2022 nach langer Krankheit im Alter von 95 Jahren.
Otto Schenk war ebenso Kammerschauspieler wie Ehrenmitglied der Wiener Staatsoper (1980) und des Theaters in der Josefstadt (2000).
Von 1986 bis 1988 fungierte Schenk als Direktoriumsmitglied der Salzburger Festspiele, von 1988 bis 1997 war er gemeinsam mit Robert Jungbluth Direktor des Theaters in der Josefstadt. Für seine ausdrucksstarken Wagner-Interpretationen erhielt er im Jahr 2009 den „Anton-Seidl-Preis“ (Anton-Seidl-Award) der „Wagner-Society of New York“.
Als Kabarettist trat Schenk schon in den 1950er-Jahren im Kabarett Simpl auf, begeisterte jedoch in den letzten Jahrzehnten sein Publikum im gesamten deutschen Sprachraum mit seinen Leseabenden unter dem Motto „Sachen zum Lachen“. Zahlreiche Schallplatten haben diese Tätigkeit begleitet, bei der er immer dieselbe Rolle verkörpert – den Schenk.
Auf der Theaterbühne spielte er die Zettel-Rolle in Shakespeares Sommernachtstraum, den Narren in Wie es euch gefällt und in Molières Der Geizige. Häufig spielte er die Komödienklassiker von Nestroy, Ferdinand Raimund und Hugo von Hofmannsthal. Die größten Erfolge feierte er in Boulevardstücken wie dem Solo Die Sternstunde des Josef Bieder oder in der Komödie Othello darf nicht platzen.
Im März 2021 gab er seinen Abschied von der Bühne bekannt, seine letzte Rolle war im November 2020 die des Dieners Firs in Der Kirschgarten am Theater in der Josefstadt.

### Tod und Begräbnis
Am 9. Jänner 2025 in der Früh starb Otto Schenk im Alter von 94 Jahren in seinem Haus am Irrsee.
Am 29. Jänner 2025 wurde die Verabschiedung im Stephansdom gefeiert. Toni Faber leitete die Trauerfeier. Sohn Konstantin Schenk wünschte sich, dass die Menschen nicht in Schwarz kommen. Am 30. Jänner wurde Schenk unter Anwesenheit hunderter Menschen in einem Ehrengrab auf dem Wiener Zentralfriedhof (Gruppe 33G / Nr. 17) beigesetzt. Der Trauerzug wurde vom Pfarrer des Stephansdoms Toni Faber angeführt. In dem Grab (dies war ein Wunsch von Otto Schenk) befindet sich auch die letzte Ruhestätte seiner Ehefrau.

## Nachleben
Nach seinem Tod wurde Otto Schenk von zahlreichen Institutionen und Persönlichkeiten der Theater- und Opernwelt gewürdigt.
Der Direktor der Wiener Staatsoper, Bogdan Roščić, bezeichnete ihn als ein „unverzichtbares, unvergessliches Kapitel in der Geschichte unseres Theaters“ und hob seine 31 Inszenierungen am Haus hervor, darunter die seit 1979 aufgeführte Version von Johann Strauss’ Die Fledermaus. Der Intendant der Salzburger Festspiele, Markus Hinterhäuser, würdigte ihn als „Ausnahmekünstler“ und „wirkliche Legende“. Schenk trat bei den Salzburger Festspielen 237 Mal auf und leitete von 1986 bis 1988 das Schauspiel.
Der ORF hob Schenks Vielseitigkeit hervor, die sich in seinen Rollen als Schauspieler, Regisseur und Kabarettist zeigte, und würdigte seine Fähigkeit, das Publikum über Jahrzehnte hinweg zu begeistern. Er sei der ungekrönte König des gepflegten Humors gewesen.
Der Spiegel erinnerte insbesondere an seine Inszenierung von Richard Strauss’ Der Rosenkavalier aus dem Jahr 1968 an der Wiener Staatsoper, die bis heute gespielt wird, und nannte ihn eine „Institution“ des österreichischen Theaters. Der Standard betonte seine herausragende Rolle als „Schauspiellegende“, die das Publikum mit Humor und Tiefgang beeindruckte.

## Theater (Auswahl)

### Regiearbeiten
Folgend eine Auswahl von Inszenierungen an Opern- und Schauspielhäusern:
- 1955: Umsonst von Johann Nestroy, Theater in der Josefstadt Wien
- 1957: Die Zauberflöte, Landestheater Salzburg, Debüt als Opernregisseur
- 1962: Lulu, Theater an der Wien; Durchbruch (Dirigent: Karl Böhm mit Evelyn Lear, Paul Schöffler, Rudolf Schock)
- 1964: Jenufa, Wiener Staatsoper (Dirigent: Jaroslav Krombholc), mit Sena Jurinac, Waldemar Kmentt, Jean Cox. Martha Mödl, Elisabeth Höngen
- 1964: Die Zauberflöte, Salzburger Festspiele
- 1964: Die spanische Stunde, Wiener Volksoper (Dirigent: Peter Maag, mit Mimi Coertse als Concepción, Michel Sénéchal als Gonzalvo, Oskar Czerwenka als Ramiro und Marcel Cordes als Don Inigo Gomez. Durch den großen Erfolg wurde diese Vorstellung unter Schenks Regie für das Österreichische Fernsehen verfilmt).
- 1966: Carmen, Wiener Staatsoper (Dirigent: Lorin Maazel, mit Christa Ludwig als Carmen, James King als Don José, Eberhard Waechter als Escamillo)
- 1966: Hoffmanns Erzählungen, Wiener Staatsoper (Dirigent: Josef Krips, mit Anja Silja, danach Mimi Coertse in allen Frauenrollen um Waldemar Kmentt als Hoffmann).
- 1967: Don Giovanni, Wiener Staatsoper (Bühnenbild und Kostüme: Luciano Damiani; Dirigent: Josef Krips; mit Cesare Siepi als Don Giovanni, Gundula Janowitz / Mimi Coertse als Donna Anna, Peter Schreier / William Blankenship als Don Ottavio, Sena Jurinac / Wilma Lipp als Donna Elvira, Erich Kunz / Wladimiro Ganzarolli als Leporello, Graziella Sciutti / Renate Holm als Zerlina, Heinz Holecek / Herbert Lackner als Masetto sowie Franz Crass/Gottlob Frick als Commendatore): Diese Produktion geriet wegen der deutlichen Unzufriedenheit von Krips und Teilen des Publikums mit der scheinbar naiven, ironisch gebrochenen Regie und Ausstattung zum Premierenskandal. Schenks Regie und Damianis Ausstattung orientierten sich an der Commedia dell’arte, den Rahmen dazu boten ein deutlich verkleinertes Portal sowie eine perspektivisch nach hinten verjüngte Kulissenbühne samt Bretterboden und gleißendem Horizont, vor dem die Sänger immer wieder wie Schattenrisse erschienen. Nur fünf Jahre nach der Premiere wurde die umstrittene Produktion durch eine der Aufführungstradition stärker folgende, manieristisch-romantische Neuinszenierung von Franco Zeffirelli ersetzt, die erneut von Josef Krips dirigiert wurde.
- 1968: Der Rosenkavalier, Wiener Staatsoper (Bühnenbild: Rudolf Heinrich, Kostüme: Erni Kniepert, Dirigent: Leonard Bernstein)
- 1968: Lulu, Wiener Staatsoper (Dirigent: Karl Böhm), mit Anja Silja, Ernst Gutstein, Waldemar Kmentt, Hans Hotter
- 1969: La Bohème, Bayerische Staatsoper[22]
- 1970: Macbeth, Wiener Staatsoper (Dirigent: Karl Böhm), mit Christa Ludwig, Sherill Milnes
- 1970: Fidelio, zunächst Theater an der Wien, dann Wiener Staatsoper (Bühnenbild: Günther Schneider-Siemssen, Dirigent: Leonard Bernstein)
- 1971: Der Besuch der alten Dame, Wiener Staatsoper UA (Uraufführung) (Dirigent: Horst Stein) mit Christa Ludwig, Eberhard Wächter
- 1971: Der Widerspenstigen Zähmung, mit Christine Ostermayer und Klaus Maria Brandauer, Residenztheater München/TV-Film 1974 (Bayerischer Rundfunk)
- 1971: La Traviata, Wiener Staatsoper (Dirigent: Josef Krips), mit Ileana Cotrubas, Nicolai Gedda, Cornell MacNeil, Edita Gruberova
- 1972: Der Freischütz, Wiener Staatsoper (Dirigent: Karl Böhm) mit Gundula Janowitz, Renate Holm, James King, Karl Ridderbusch
- 1972: Der Rosenkavalier, München (Bühnenbild und Kostüme: Jürgen Rose) mit Brigitte Fassbaender, Lucia Popp und Gwyneth Jones[23]
- 1972: Die lustige Witwe, Frankfurt, u. a. mit Anja Silja, Harald Serafin, Franz Muxeneder, Dirigent: Christoph von Dohnányi
- 1972: Die Fledermaus, Frosch
- 1973: Romeo und Julia, München, Residenztheater (mit Klaus Maria Brandauer als Romeo und Christiane Schröder als Julia).
- 1973: Was ihr wollt, Salzburger Festspiele mit Josef Meinrad, Sabine Sinjen, Helmuth Lohner, Christiane Hörbiger und Christine Ostermayer
- 1974: Le nozze di Figaro, Mailänder Scala (Bühnenbild: Günther Schneider-Siemssen; Kostüme: Leo Bei; Dirigent: Claudio Abbado; mit Mirella Freni als Gräfin, Daniela Mazzucato als Susanna, Teresa Berganza als Cherubino, José van Dam als Figaro)
- 1975: Così fan tutte, Wiener Staatsoper (Dirigent: Karl Böhm) mit Gundula Janowitz, Brigitte Fassbaender, Peter Schreier, Bernd Weikl
- 1975: Die Meistersinger von Nürnberg, Wiener Staatsoper (Dirigent:Christoph von Dohnányi) mit Karl Ridderbusch, James King, Gundula Janowitz, Heinz Zednik, Kurt Moll
- 1976: Boris Godunow, Wiener Staatsoper (Dirigent: Robert Satanowski) mit Nicolai Ghiaurov, Wladimir Atlantow, Kolos Kováts, Waldemar Kmentt
- 1976: Kabale und Liebe, Wiener Staatsoper UA (Dirigent: Christoph von Dohnányi) mit Anja Silja, Bernd Weikl, Walter Berry, Martha Mödl
- 1978: Tannhäuser, Metropolitan Opera
- 1979: Il trittico, Wiener Staatsoper (Dirigent: Gerd Albrecht) mit Marilyn Zschau, Renato Bruson, Wladimir Atlantow, Pilar Lorengar, Walter Berry
- 1979: Die Fledermaus, Wiener Staatsoper (Dirigent: Theodor Guschlbauer) mit Bernd Weikl, Lucia Popp, Walter Berry, Edita Gruberova, Helmuth Lohner
- 1980: Der Liebestrank, Wiener Staatsoper (Dirigent: Jesús López Cobos) mit Bernd Weikl, Ileana Cortrubas, Peter Dvorsky, Giuseppe Taddei
- 1981: Andrea Chénier, Wiener Staatsoper (Bühnenbild: Rolf Glittenberg, Kostüme Milena Canonero, Dirigent Nello Santi, mit Plácido Domingo in der Titelpartie)
- 1981: Baal, von Friedrich Cerha, Uraufführung, Salzburger Festspiele, später auch Wiener Staatsoper (Bühnenbild und Kostüme: Rolf Langenfass; mit Theo Adam als Baal)
- 1982: Die verkaufte Braut, Wiener Staatsoper (Dirigent: Adam Fischer) mit Lucia Popp, Siegfried Jerusalem, Karl Ridderbusch, Heinz Zednik
- 1982: Tannhäuser, Wiener Staatsoper (Dirigent: Lorin Maazel) mit Reiner Goldberg/Spas Wenkoff, Bernd Weikl, Anna Tomowa-Sintow, Dunja Vejzovic
- 1983: Der Freischütz, Bregenzer Festspiele
- 1984: Karl V, Wiener Staatsoper (Dirigent: Erich Leinsdorf) mit Günter Reich, Karan Armstrong, Gundula Janowitz
- 1986: Ring des Nibelungen, Metropolitan Opera (Bühnenbild: Günther Schneider-Siemssen, Kostüme: Rolf Langenfass, Dirigent James Levine)
- 1986: Manon Lescaut, 1986, Wiener Staatsoper, (Bühnenbild und Kostüme Rolf Langenfass, Dirigent: Giuseppe Sinopoli; mit Mirella Freni als Manon, Peter Dvorský als Des Grieux, Bernd Weikl)
- 1987: Rusalka, Wiener Staatsoper (Dirigent: Vaclav Neumann) mit Peter Dvorsky, Gabriela Beňačková, Jewgeni Nesterenko, Eva Randova
- 1988: Die Zauberflöte, Wiener Staatsoper (Bühnenbild und Kostüme: Yannis Kokkos; Dirigent: Nikolaus Harnoncourt; mit Jerry Hadley als Tamino, Mikael Melbye als Papageno, Matti Salminen als Sarastro, Luciana Serra als Königin der Nacht, Hermann Prey als Sprecher)
- 1993: Die Meistersinger von Nürnberg, Metropolitan Opera, New York (Bühnenbild: Günther Schneider-Siemssen, Kostüme: Rolf Langenfass, Dirigent: James Levine, mit James Morris als Hans Sachs, Johan Botha als Walther von Stolzing, Annette Dasch als Eva, Hans-Peter König als Veit Pogner)
- 2006: Don Pasquale, Metropolitan Opera, New York (Bühnenbild und Kostüme: Rolf Langenfass, Dirigent: Maurizio Benini, mit Anna Netrebko als Norina, Juan Diego Flórez als Ernesto und Simone Alaimo als Don Pasquale). Diese letzte Operninszenierung Schenks wurde von Anthony Tommasini sehr gelobt.[24]
- 2014: Das schlaue Füchslein, Wiener Staatsoper (Dirigent: Franz Welser-Möst) mit Chen Reiss, Gerald Finley

### Schauspielrollen
- 1951: Bauernbursche in Der Talisman von Johann Nestroy, Volkstheater Wien, Regie: Gustav Manker
- 1952: Gerichtsdiener in Der Prozess von Franz Kafka, Volkstheater Wien, Regie: Leon Epp
- 1952: Martin/Falk in Die Träume von Schale und Kern von Johann Nestroy, Salzburger Festspiele, Regie: Axel von Ambesser
- 1952: Filch in Die Dreigroschenoper von Bertolt Brecht, Volkstheater, Regie: Paul Barnay
- 1953: Edmund in Das Haus der Temperamente von Johann Nestroy, Volkstheater, Regie: Gustav Manker
- 1953: Wolf Beifeld in Liliom von Franz Molnar, Volkstheater, Regie: Günther Haenel
- 1953: August Zollfeld in Der Schützling von Johann Nestroy, Volkstheater, Regie: Gustav Manker
- 1962: Lorenz in Der Bauer als Millionär von Ferdinand Raimund, Salzburger Festspiele, Regie: Rudolf Steinboeck
- 1962: Mit besten Empfehlungen von Hans Schubert, Kammerspiele, Regie: Hans Hollmann
- 1963: Kellner in Die Zeit der Kirschen von Jean-Louis Roncoroni
- 1963: Wladimir in Warten auf Godot von Samuel Beckett
- 1966: Thisbe in Ein Sommernachtstraum von William Shakespeare, Salzburger Festspiele, Regie: Leopold Lindtberg
- 1974: Theodor in Der Unbestechliche von Hugo von Hofmannsthal, Theater in der Josefstadt, Regie: Ernst Haeusserman
- 1976: Plutzerkern in Der Talisman von Johann Nestroy, Salzburger Festspiele, Regie: Otto Schenk
- 1978: Teufel in Jedermann von Hugo von Hofmannsthal, Salzburger Festspiele, Regie: Ernst Haeusserman
- 1982: Gluthammer in Der Zerrissene von Johann Nestroy, Salzburger Festspiele, Regie: Otto Schenk
- 1984: Titelrolle in Der Bockerer von Ulrich Becher und Peter Preses, Münchner Volkstheater
- 1987: Fortunatus Wurzel in Der Bauer als Millionär von Ferdinand Raimund, Salzburger Festspiele, Regie: Jürgen Flimm
- 1988: Nat in Ich bin nicht Rappaport von Herb Gardner, Theater in der Josefstadt
- 1989: Schnoferl in Das Mädl aus der Vorstadt von Johann Nestroy, Salzburger Festspiele, Regie: Jürgen Flimm
- 1991: Salieri in Amadeus von Peter Shaffer, Theater in der Josefstadt
- 1991: Berühmter Mann in Der Schwierige von Hugo von Hofmannsthal, Salzburger Festspiele, Regie: Jürgen Flimm
- 1991: Teufel in Jedermann von Hugo von Hofmannsthal, Salzburger Festspiele, Regie: Gernot Friedel
- 1993: Titelrolle in Der Bockerer von Ulrich Becher und Peter Preses, Theater in der Josefstadt
- 1993: Titelrolle in Der Geizige von Molière, Theater in der Josefstadt
- 1993: Josef Bieder in Die Sternstunde des Josef Bieder von Eberhard Streul und Otto Schenk, Theater in der Josefstadt
- 1995: Potasch in Potasch und Perlmutter von Montague Marsden Glass, Kammerspiele, Regie: Alexander Waechter
- 1996: Herr von Rappelkopf in Der Alpenkönig und der Menschenfeind von Ferdinand Raimund, Salzburger Festspiele, Regie: Peter Stein
- 1996: Grillparzer im Pornoladen von Peter Turrini, Rabenhof Theater, Regie: Georg Schmiedleitner
- 1997: Pfrim in Höllenangst von Johann Nestroy, Theater in der Josefstadt, Regie: Helmuth Lohner[25]
- 1999: Willie Clark in Sonny Boys von Neil Simon, Kammerspiele, Regie: Gernot Friedel
- 1999: Josef Pribil in Josef und Maria von Peter Turrini, Theater in der Josefstadt, Regie: Peter Turrini
- 2000: Der Großvater in Der verkaufte Großvater von Anton Hamik, Kammerspiele, Regie: Teddy Podgorski
- 2000: Ulrik Brendel in Rosmersholm von Henrik Ibsen, Burgtheater (Akademietheater), Regie: Peter Zadek
- 2001: Niklaus Zettel in Ein Sommernachtstraum von William Shakespeare, Theater in der Josefstadt, Regie: Janusz Kica
- 2001: Peter Dickkopf in Heimliches Geld, heimliche Liebe von Johann Nestroy, Theater in der Josefstadt, Regie: Karlheinz Hackl
- 2002: Tito Merelli in Othello darf nicht platzen von Ken Ludwig, Kammerspiele, Regie: Gernot Friedel
- 2003: Davies in Der Hausmeister von Harold Pinter, Theater in der Josefstadt: Regie: Alexander Waechter
- 2003: Siggi Grünebaum in Kanari von Klaus Pohl, Kammerspiele, Regie: Isabella Gregor
- 2004: Argan in Der eingebildete Kranke von Molière, Theater in der Josefstadt, Regie: Claude Stratz
- 2004: Gabriel Brunner in Kampl von Johann Nestroy, Theater in der Josefstadt, Regie: Herbert Föttinger
- 2005: Burt in Eine Bank in der Sonne von Ron Clark, Theater in der Josefstadt, Regie: Martin Zauner
- 2006: Miss Prism in Bunbury von Oscar Wilde, Theater in der Josefstadt, Regie: Hans Hollmann
- 2006: Bruscon in Der Theatermacher von Thomas Bernhard, Theater in der Josefstadt, Regie: Harald Clemen
- 2007: Alltagsgeschichten von Elizabeth T. Spira, Kammerspiele, Regie: Dolores Schmidinger
- 2008: Joseph Halpern in Halpern & Johnson von Lionel Goldstein, Kammerspiele, Regie: Herbert Föttinger
- 2009: Plutzerkern in Der Talisman von Johann Nestroy, Theater in der Josefstadt, Regie: Michael Gampe
- 2012: Edek in Chuzpe nach dem Roman von Lily Brett, Kammerspiele, Regie: Dieter Berner
- 2013: Forever Young von Franz Wittenbrink, Theater in der Josefstadt, Regie: Franz Wittenbrink
- 2014: Hans Weiring in Liebelei von Arthur Schnitzler, Theater in der Josefstadt, Regie: Alexandra Liedke
- 2015: Schon wieder Sonntag von Bob Larbey, Kammerspiele, Regie: Helmuth Lohner[26]
- 2019: Der Kirschgarten von Anton Tschechow, Theater in der Josefstadt, Regie: Amélie Niermeyer[27]

## Filmografie (Auswahl)
- 1955: Dunja
- 1960: Der brave Soldat Schwejk
- 1960: Ich heiße Robert Guiscard
- 1961: Der Bauer als Millionär
- 1963: Die lustigen Vagabunden
- 1964–1967: Der Untermieter, mit Alfred Böhm, Werbe-u. Sketch-Kurz TV-Serie im ORF
- 1969: Der Kaufmann von Venedig (Regie)[28]
- 1972: Immer Ärger mit Hochwürden
- 1972: Die Fledermaus (Regie)
- 1973: Was Ihr wollt (Regie)
- 1973: Reigen (Regie)
- 1975: Komtesse Mizzi (Regie)
- 1978: Sechs Personen suchen einen Autor
- 1981: Der lebende Leichnam (Regie)
- 1982: Die verkaufte Braut (Regie)
- 1984: Eine blaßblaue Frauenschrift
- 1986: Oft passiert es unverhofft - Einfälle und Reinfälle (Sketchsendung)
- 1988: Starke Zeiten
- 1992: Duett, Regie: Xaver Schwarzenberger, mit Agnes Baltsa und Karlheinz Hackl (Kriminalfilm des ORF)
- 1992: Immer Ärger mit Nicole
- 1994: Tafelspitz, Regie: Xaver Schwarzenberger
- 1995: Mein Opa ist der Beste, Regie: Helmuth Lohner
- 1996: Die Nachbarn, 5-teilige Sketchreihe
- 1997: Ein Schutzengel auf Reisen von Lida Winiewicz, Regie: Peter Weck
- 1997: Ein Herz wird wieder jung
- 1997: Mein Opa und die 13 Stühle, Regie: Helmuth Lohner
- 1999: Late Show, Regie: Helmut Dietl
- 2001: Zwei unter einem Dach, Regie: Peter Weck
- 2002: August der Glückliche, Regie: Joseph Vilsmaier
- 2002: Hochwürden wird Papa
- 2007: Mein alter Freund Fritz, Regie: Dieter Wedel
- 2016: Liebe möglicherweise, Regie: Michael Kreihsl
- 2018: Meiberger – Im Kopf des Täters (Fernsehserie)
- 2018: Die Professorin – Tatort Ölfeld, Regie: Peter Payer
- 2019: Vier Saiten, Regie: Michael Kreihsl

## Synchronrollen
- Oben (Up, Synchronsprecher von Carl Fredricksen – österreichische Version)

## Bücher
- Garantiert zum Lachen. Witzesammlung. Piper, 2003.
- Nach außen bin ich ja viel jünger. Ein Stück aus meinem Leben. Piper, 2006.
- Sachen zum Lachen. Ein Lesebuch. 16. Auflage. Piper, 2006.
- Wer kocht, ist selber schuld. Angefressene Memoiren. Amalthea, 2007.
- Darum das ganze Theater. Nichts ist so komisch wie das Leben. Amalthea, 2008.
- Es war nicht immer komisch. Notizen aus meinen ersten 80 Jahren. Amalthea, 2010.
- Warum mir so fad ist …. Amalthea Signum Verlag GmbH, Wien 2012, ISBN 978-3-85002-796-0.
- Lichtskizzen. New York und Venedig in den 1960er-Jahren. Hrsg. Ronnie Niedermeyer, Verlag Bibliothek der Provinz, 2014.
- Ich bleib noch ein bissl, Flüssiges und Überflüssiges. Mit Bildgeschichten von Fritz von der Schulenburg und Verzeichnissen der Theaterrollen sowie der Regiearbeiten für Schauspiel, Oper und Operette. Amalthea, 2014.
- Ich kann’s nicht lassen. Rührendes und Gerührtes. Amalthea, 2016.
- Wer’s hört, wird selig. Musikalisches und Unmusikalisches. Amalthea Signum, Wien 2018, ISBN 978-3-99050-139-9.
- Schenk. Das Buch: Ein intimes Lebensbild. Gemeinsam mit Michael Horowitz, Molden/Styria, Wien 2020, ISBN 978-3-222-15047-0.

## DVDs (Auswahl)
Anlässlich des 75. Geburtstages von Otto Schenk erschien im Jahr 2005 die Jubiläumsausgabe 1: Ich habe den Humor immer sehr ernst genommen auf 6 DVDs.
- Sachen zum Lachen (Lesungen)
- Die Sternstunde des Josef Bieder
- Lacherfolge
- Beste Sketche (ZDF)
- Der Untermieter
- Mein Opa ist der Beste

Im Jahr 2010 erschien aus Anlass des 80. Geburtstages die Jubiläumsausgabe 2: Sternstunden und alte Hüte ebenfalls auf 6 DVDs.
- Sternstunden und alte Hüte
- Garantiert zum Lachen
- Sonny Boys
- Grimms Märchen
- August der Glückliche
- Schenk liest Schwejk

## Auszeichnungen
- ohne Jahresangabe: Kammerschauspieler[11][12]
- 1980: Ehrenmitglied der Wiener Staatsoper[11][12]
- 1991: Nestroy-Ring
- 1991: Romy als Beliebtester Schauspieler
- 1993: Bayerischer Filmpreis
- 1994: Großes Goldenes Ehrenzeichen für Verdienste um die Republik Österreich
- 1995: Karl-Valentin-Orden
- 1995: Romy als Beliebtester Schauspieler
- 1997: Ehrenring der Stadt Wien
- 2000: Ehrenmitglied des Theaters in der Josefstadt[12]
- 2000: Nestroy-Theaterpreis für sein Lebenswerk
- 2005: Undine Award für das Lebenswerk eines Nachwuchsförderers
- 2010: Bürgerurkunde der Stadt Wien[29]
- 2014: Buchliebling – Lifetime-Award[30]
- 2016: Platin-Romy für das Lebenswerk[31]
- 2023: Österreichischer Musiktheaterpreis für das Lebenswerk[32]

## Comic-Hommage
Im Comic Der Blöde und der Gscheite – Die besten Doppelconferencen. (Text: Hugo Wiener, Zeichnungen: Reinhard Trinkler, Amalthea Signum Verlag) ist die gezeichnete Hauptfigur des Würstelmannes Otto Schenk nachempfunden, eine Reminiszenz an dessen Rolle in der ORF-Fernsehserie Heiße am Samstag.